# Cillamayor
Cillamayor ist ein spanischer Ort in der Provinz Palencia der Autonomen Gemeinschaft Kastilien und León. Cillamayor gehört zu Barruelo de Santullán, es befindet sich südlich vom Hauptort der Gemeinde. Cillamayor ist über die Straße PP-2122 zu erreichen.

## Sehenswürdigkeiten
- Romanische Kirche Santa María la Real, erbaut im 12. Jahrhundert. Bei der Restaurierung der Kirche im Jahr 2006 wurden an der Nordseite mittelalterliche Gräber gefunden.

## Weblinks

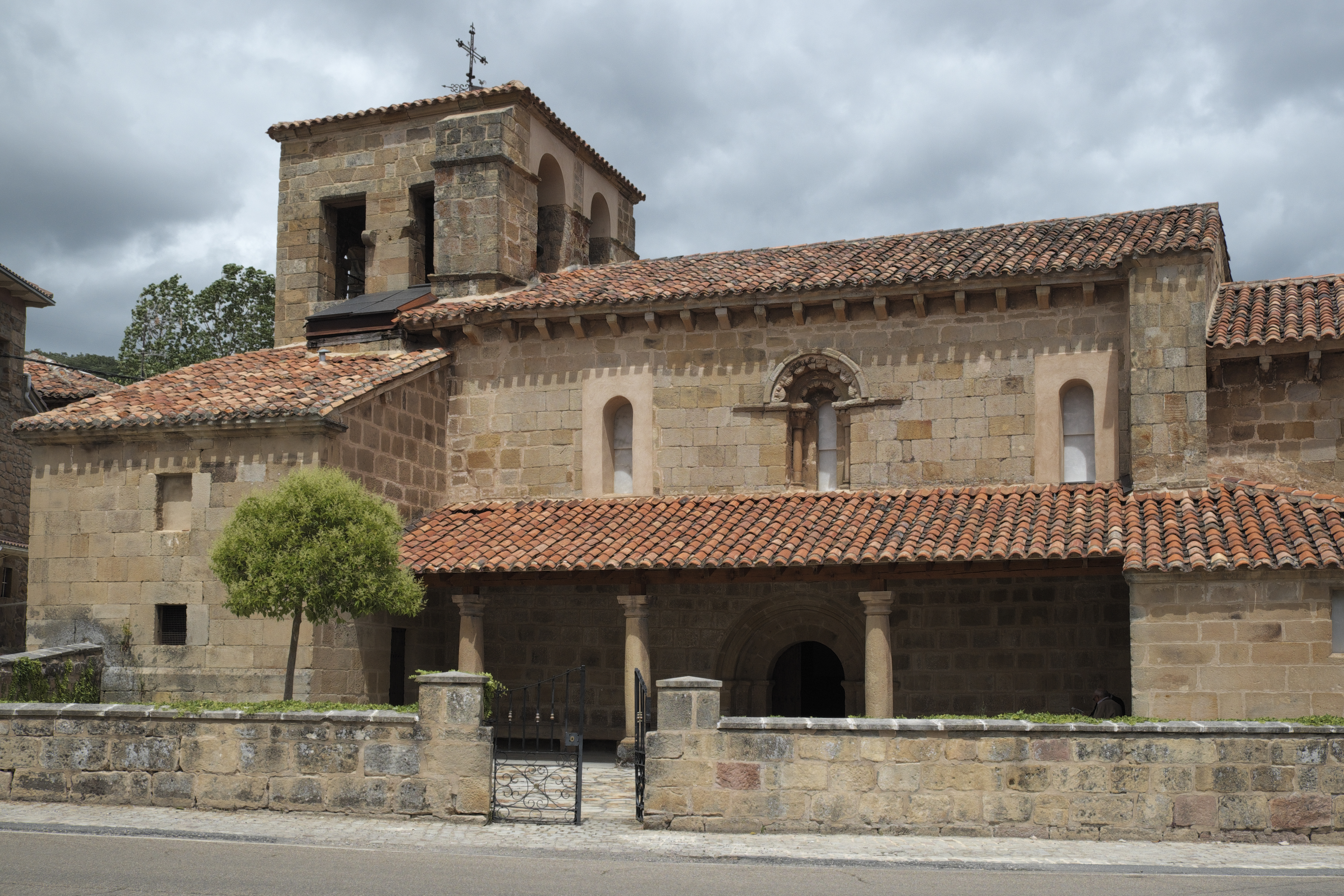
Kirche Santa María la Real